# Universidad Tecnológica de Chihuahua
La Universidad Tecnológica de Chihuahua (UTCH) es un organismo público descentralizado del Gobierno del Estado de Chihuahua y que pertenece al Subsistema de Universidades Tecnológicas. 
Imparte carreras tecnológicas acorde a las necesidades de la industria de la región.

## Historia
Perteneciente al giro de servicios la institución recibe el decreto de creación el 16 de mayo de 2000, y por acuerdo del Honorable Congreso del Estado de Chihuahua, publicado en el Diario Oficial del Estado de Chihuahua el 27 de mayo del mismo año. La universidad es concebida como universidad pública, y como una nueva opción de educación superior en la ciudad de Chihuahua, con la modalidad de 2 títulos en menos de 4 años.
La Rectoría se instala por primera vez en la Avenida Pascual Orozco 908-C y la primera sede del campus universitario en el CONALEP I,  que brinda su generosa hospitalidad.
Las actuales instalaciones de la universidad se encuentran en Av. Montes Americanos N.º 9501, Sector 35, en ciudad Chihuahua, Chih., México, desde donde se ofertan seis carreras: Desarrollo de Negocios Área Mercadotecnia, Mantenimiento Área Industrial, Mecatrónica Área Automatización, Procesos Industriales Áreas: Manufactura, Cerámicos y Plásticos, Tecnologías de la Información y Comunicación Áreas: Multimedios y Comercio Electrónico, Sistemas Informáticos y Redes y Telecomunicaciones, así como Energías Renovables.
Desde el 14 de diciembre de 2011 hasta el 9 de mayo de 2013, el Ing. Pablo Espinosa Flores asumió la rectoría de la Universidad Tecnológica de Chihuahua, siendo sustituido por la rectora MGTI. Silvia Guadalupe Silva Chávez. Actualmente el rector a cargo es el Dr. Benjamín Palacios Perches, la Universidad cuenta con 351 empleados y 2800 alumnos aproximadamente.
La carrera de Comercialización es una de las seis carreras ofertadas por la universidad e inició actividades en 2007, con un cambio posterior en el nombre y plan de estudios en el 2009 por el de Desarrollo de Negocios.

## Modelo curricular
La opción de Técnico Superior Universitario (TSU) se puede cursar ya sea en 2 años (6 tetramestres) en el plan presurizado en un turno matutino o el 3 años en el plan despresurizado (9 tetramestres) en un turno vespertino. Al finalizar se obtiene el título y cédula profesional.
El estudiante con el TSU concluido puede ingresar si así lo desea a continuar sus estudios en una Ingeniería con un plazo de duración de 1 año 8 meses (5 cuatrimestres) ya sea en un turno matutino (8 - 12 a. m.), vespertino (2 - 7 p. m.) o en uno nocturno (5 - 10 p. m.). Al concluir se obtiene un segundo título y cédula profesional.

## Modelo educativo
La formación de los estudiantes de este modelo se privilegiará en el desarrollo de las actitudes y aptitudes, mediante el esquema de conocimiento en los niveles del "saber" el "saber hacer" y el "ser", lo que permitirá contar con profesionales de calidad, sensible a las necesidades de la región y del país y comprometidos con el desarrollo y aplicación de la tecnología.
El saber corresponde a los conocimientos teóricos de tipo científico, humanístico y tecnológico que asimila y adquieren los alumnos a su plan de estudios.
El saber hacer se identifica con el método, a fin de desarrollar en los alumnos las capacidades de análisis y de síntesis para la solución y planteamiento de problemas; es decir, el método como puente entre la teoría y la aplicación de la misma en el campo profesional.
El ser relaciona con el fomento de los valores culturales y se logra situando al estudiante ante la realidad social y económica de su contexto.

## Carreras
Técnico Superior Universitario:
- Desarrollo de Negocios (Área Mercadotecnia).
- Mecatrónica (Área Automatización).
- Procesos Industriales (Áreas Cerámicos, Manufactura y Plásticos).
- Mantenimiento Industrial (Áreas Industrial y Refrigeración).
- Energías Renovables (Área Energía Solar).
- Tecnologías de la Información y la Comunicación (Áreas: Redes y Telecomunicaciones, Sistemas Informáticos y Multimedia y Comercio Electrónico).

Ingeniería:
- Mecatrónica.
- Industrial.
- Mantenimiento Industrial.
- Energías Renovables.
- Tecnologías de la Información.

Licenciatura:
- Lengua Inglesa
- Innovación de negocios y mercadotecnia.